# Бронницький парк
Бронни́цький парк — парк-пам'ятка садово-паркового мистецтва місцевого значення в Україні. Розташований на території села Бронниця Могилів-Подільського району Вінницької області. 
Площа 8 га. Оголошений відповідно до Рішення Вінницького облвиконкому № 525 від 19.12.1985 року. Перебуває у віданні: Пансіонат відпочинку «Гірський». 
Статус присвоєно для збереження ландшафтного парку, заснованого в середині ХІХ ст.

## Асортиментиний склад насаджень
Корінні породи: дуб звичайний, дуб скельний, липа широколиста, липа дрібнолиста, ясен звичайний, клен гостролистий. 
Основні паркоутворювачі: бузок звичайний, верба біла форми плакуча, горобина звичайна, клен польовий, глід колючий, черешня звичайна, свидина кров'яна, слива домашня, дерен справжній, виноград п'ятилисточковий, груша звичайна, граб звичайний, берест, ялівець звичайний, ялина звичайна, бересклет бородавчатий, ліщина, шипшина собача, черемха пізня. 
Екзоти: акація біла, акація жовта, біота східна, дуб крупнопильниковий, дуб імеритинський, дуб крупноплідний, дуб пухнастий, гледичія трьохколючкова, каштан кінський, клен ясенелистий, бірючина звичайна, самшит вічнозелений, спірея Ван-Гутта, Магнолія Падуболиста, сосна чорна, ялина колюча, ясен зелений, тополя італійська.

## Опис паркового ансамблю
Садиба розташована на пологому плато над урвищем річкової долини Дністра. В масиві ландшафтного парку височить вежа на зразок донжону. До неї прилягає невеликий житловий корпус. Стиль романтичного архітектурного вистрою споруд найкраще зберігся в оформленні прибрамного павільйону - вартівні з прилеглим фрагментом муру і рову. 
Паркова композиція базується на поєднанні регулярно сплановоного ядра перед палацом з обхідною алеєю по краю урвища, на якій розташовані видові точки на далекі перспективи річкової долини. З парку є доступ на невеликі тераси серед скельних виступів на схилах. 
У другій половині ХХ ст. у парку зведені житлові корпуси санаторію павільйонного типу, які за своїм вирішенням не дорівнюють естетиці давніх споруд і знецінюють історичне середовище парку-пам'ятки. 
Господарська частина з фільварком, садом та городами знаходиться обіч палацово-паркової частини помістя і вирішена як окремий ансамбль. 
В регулярній частині парку збереглися рештки стрижневого самшитового живоплоту, ялівцю звичайного пірамідальної форми. В центральній частині парку ростуть різні види кленів, надзвичайно багата колекція дубів, як аборигенних так і інтродукованих. Також з екзотів можна виділити могутній екземпляр бундука дводомного, групу з сосни чорної. Південна межа підкреслена рядом ясена звичайного віком близько 100 років. На всій території збереглися старі чагарники.